# Музей горного дела (Перник)
Музей горного дела (болг. Музей на минното дело) — государственный музей, посвященный истории Перникского буроугольного бассейна, который находится в городе Перник.
Входит в перечень "100 туристических объектов Болгарии".

## История
В 1891 году в Пернике началась добыча бурого угля и была открыта первая в стране государственная угольная шахта "Перник" (болг. "Държавна мина Перник"), добыча угля на которой продолжалась до 1966 года.
В 1986 году было принято решение о создании здесь музея горного дела, начались работы по переоборудованию шахты и 26 августа 1986 года он был официально открыт.
В 2012 году в музее был установлен иконостас Иоанна Рыльского (который считается в Болгарии святым-покровителем шахтёров).

## Современное состояние
В состав музея входят две подземные галереи длиной 630 метров, в которой размещены тридцать экспозиций, посвящённых развитию угольной и добывающей промышленности страны. В фондах музея находится 50 тысяч экспонатов, крупнейшим из которых является немецкий локомотив "Siemens" 1925 года.